# One Too Many
One Too Many é um curta-metragem mudo norte-americano de 1916, do gênero comédia, dirigido por Will Louis e estrelado por Oliver Hardy.

## Elenco
- Oliver Hardy - Plump (como Babe Hardy)
- Billy Ruge
- Billy Bletcher - Pensionistas infeliz
- Joe Cohen
- Edna Reynolds - Recém-casada
- Madelyn Hardy - Mulher na rua